# Google Alerts
Alertas de Google es un servicio de supervisión de los contenidos, que ofrece el motor de búsqueda de la compañía Google, que automáticamente notifica al usuario cuando el nuevo contenido de las noticias, web, blogs, vídeo y/o grupos de discusión coincide con un conjunto de términos de búsqueda seleccionados por el usuario y almacenados por el servicio de Google Alerts. Las notificaciones pueden ser enviadas de dos maneras: por correo electrónico o como un vínculo Web. También se podían recibir en iGoogle hasta que este desapareció.

## Funcionamiento
Alertas de Google sólo ofrece contenido del propio buscador Google.
Actualmente hay seis tipos de alertas que se envían cuando el nuevo contenido coincide con los términos de búsqueda de la alerta:
- Todo - (valor predeterminado) agregados Noticias, Web y Blogs
- Noticias - enviado al coincidir con el contenido que hace que en los diez primeros resultados de Google Noticias de la búsqueda
- Web - envía cuando aparecen nuevas páginas web en los veinte primeros resultados de una web de búsqueda de Google
- Blogs - enviado al coincidir con el contenido que aparezca en los diez primeros resultados de la Búsqueda de blogs de Google
- Video - enviado al contenido coincidente aparece en los diez primeros resultados de una búsqueda de Google Video
- Grupos - enviado al contenido coincidente aparece en los cincuenta primeros resultados de Google Grupos de búsqueda

Los usuarios pueden determinar la frecuencia de los controles para los nuevos resultados. Hay tres opciones disponibles: "una vez al día", "una vez por semana", o "al momento". Las alertas se envían sólo si el nuevo contenido coincide con los términos de búsqueda seleccionados por el usuario.
La primera opción, por ejemplo, significa que recibirá como máximo una alerta por correo electrónico por día. La opción "al momento" puede derivar en muchos correos electrónicos de alerta por día, dependiendo de la búsqueda.
Alertas de Google están disponibles en texto sin formato y HTML. A partir de octubre de 2008 Google también dispone de alertas como los canales RSS.

## ¿Cómo funciona Google Alerts?
Google Alerts es una herramienta eficaz y sencilla para mantenerse informado sobre temas específicos en la web. Funciona seleccionando palabras clave o frases de interés, como "Google Alerts". Luego, se configuran parámetros adicionales para personalizar la experiencia: la frecuencia de las alertas (inmediata, diaria o semanal), el tipo de fuentes (noticias, blogs, web, video, etc.), el idioma, la región específica y la cantidad de resultados (los mejores o todos).
Una vez configurada, Google Alerts rastrea la web en busca de nuevos contenidos que coincidan con la palabra clave seleccionada. Cuando detecta contenido relevante, envía un correo electrónico al usuario con un resumen y un enlace directo a dicho contenido. Esta herramienta es especialmente útil para profesionales del marketing digital, periodistas, investigadores y para monitorear la presencia online de una marca o producto. También es valiosa para la gestión de la reputación online, ya que permite reaccionar rápidamente a menciones positivas o negativas.
En resumen, Google Alerts actúa como un vigilante digital personalizado, ofreciendo control y conocimiento sobre información relevante, siendo accesible y poderosa para quienes buscan mantenerse actualizados en el flujo constante de información en la web.